# Hvilans kyrkogård
Hvilans kyrkogård är en begravningsplats i Karlshamn, belägen norr om stadens centrum.
Begravningsplatsen invigdes i oktober 1879 som Karlshamns nya kyrkogård. Namnet ändrades till Hvilans kyrkogård år 1989. Ett gravkapell uppfördes 1912 efter ritningar av Theodor Wåhlin.
Bland de som begravts här finns tonsättaren Oscar Ahnfelt och hans hustru Clara Ahnfelt.